# Первая лига Латвии по футболу 1998
Чемпиона́т Пе́рвой ли́ги Ла́твии по футбо́лу 1998 го́да (латыш. 1998. gada Latvijas Pirmās līgas čempionāts futbolā) — 7-й сезон Первой лиги Латвии по футболу.

## Турнирная таблица
| М | Команда                    | И  | В  | Н | П  | Мячи    | ±   | О   |
| - | -------------------------- | -- | -- | - | -- | ------- | --- | --- |
| 1 | Полицияс ФК (Рига)         | 21 | 13 | 4 | 4  | 67 − 24 | +43 | 43  |
| 2 | Яуниба (Даугавпилс)        | 21 | 11 | 4 | 6  | 58 − 30 | +28 | 37  |
| 3 | Сконто Металс/Ринар (Рига) | 21 | 10 | 4 | 7  | 32 − 26 | +6  | 34  |
| 4 | Целиниекс (Илуксте)        | 21 | 9  | 6 | 6  | 32 − 28 | +4  | 33  |
| 5 | Ауда (Рига)                | 21 | 8  | 6 | 7  | 36 − 38 | −2  | 30  |
| 6 | Университате (Рига)        | 21 | 7  | 4 | 10 | 43 − 47 | −4  | 25  |
| 7 | Офрисс/РФШ (Рига)          | 21 | 5  | 8 | 8  | 26 − 43 | −17 | 171 |
| 8 | Салдус                     | 21 | 1  | 4 | 16 | 24 − 82 | −58 | 7   |

И — игры, В — выигрыши, Н — ничьи, П — проигрыши, Мячи — забитые и пропущенные голы, ± — разница голов, О — очки

1 Из-за невыполнения финансовых обязательств с клуба «Офрисс/РФШ» было снято 6 очков.
- Клубу «Университате» засчитано техническое поражение за участие в игре 4-го тура  «Полицияс ФК» — «Университате» (8 мая) не заявленного игрока.
- После 9 проведённых матчей «Фортуна» (Огре) снялась с турнира. Результаты всех матчей с участием «Фортуны» были аннулированы:
  - C «Полицияс ФК» — 1:4.
  - C «Яунибой» — 0:9.
  - Со «Сконто Металc/Ринар» — 1:4.
  - С «Илуксте» — 0:0.
  - С «Аудой» — 0:6.
  - С «Университате» — 0:4 и 2:7.
  - С «Офрисс/РФШ» — 0:6.
  - С «Салдусом» — 2:7.
- После 21-го тура «Илуксте» была переименована в «Целиниекс».